# 贝塞尔过程
在数学中，贝塞尔过程（Bessel process）是一种随机过程，以弗里德里希·贝塞尔命名。

## 正式定义

贝塞尔过程的三个例子

设{\displaystyle W_{t}}是从原点开始的{\displaystyle n}维的维纳过程（布朗运动），则其欧几里得范数{\displaystyle X_{t}=\|W_{t}\|}就定义为{\displaystyle n}阶贝塞尔过程。{\displaystyle n}阶贝塞尔过程也是以下随机微分方程的解
{\displaystyle dX_{t}=dZ_{t}+{\frac {n-1}{2}}{\frac {dt}{X_{t}}}}
其中{\displaystyle Z_{t}}是1维维纳过程（布朗运动）。注意这个随机微分方程对任意实参数{\displaystyle n}都有意义（尽管漂移项在零处是奇异的）。因为之前假设{\displaystyle W_{t}}从原点开始，所以初始条件为{\displaystyle X_{t}=0}。
从零开始的{\displaystyle n}阶贝塞尔过程记做{\displaystyle {\text{BES}}_{0}(n)}